# Цагааннуур (Баян-Улгий)
Цагааннуур (монг. Цагааннуур — букв. «белое озеро») — посёлок городского типа (монг. тосгон), свободная экономическая зона, расположенная в аймаке Баян-Улгий, Монголия.
Находится в 69 километрах от административного центра аймака Улгий.
Сообщается, что 2 февраля 2023 года начались работы по сооружению монгольского участка автомобильной трассы Новосибирск-Урумчи, которая на монгольской стороне начинается от посёлка Цагааннуур. В прилегающей к Монголии части России трасса пройдёт по Чуйскому тракту. Монгольская часть автодороги пройдёт от Цагааннуура через аймаки Баян-Улгий и Ховд до пограничного перехода Даян 48°06′41″ с. ш. 88°56′02″ в. д., после чего далее будет идти уже по китайской территории (через китайский пропускной пункт Хуншаньцзуй 48°05′17″ с. ш. 88°56′02″ в. д.. Также сообщается, что с 1 февраля 2023 года в Цагааннууре начала действовать свободная торговая зона.

## Население
Большую часть населения составляют казахи, в посёлке имеется мечеть.